# Samtgemeinde Marklohe
La comunità amministrativa di Marklohe (Samtgemeinde Marklohe) si trovava nel circondario di Nienburg/Weser nella Bassa Sassonia, in Germania.
A partire dal 1º novembre 2021 è stata fusa con la Samtgemeinde Liebenau nella neocostituita Samtgemeinde Weser-Aue.

## Suddivisione
Comprendeva 3 comuni:
1. Balge
2. Marklohe
3. Wietzen

Il capoluogo era Marklohe.